# Mishima (Kagoshima)
Mishima (三島村, Mishima-mura) est un village du district de Kagoshima, dans la préfecture de Kagoshima au Japon.

## Géographie
Le village de Mishima est constitué des trois îles, Take, Kuro et Iō, situées dans l'archipel Satsunan en mer de Chine orientale, au sud de l'île de Kyūshū.

### Démographie
En 1955, le village de Mishima rassemblait 1 352 habitants. Lors du recensement national de 2010, il comptait 418 habitants. En 2015, la population du village s'élevait à 373 habitants.
Au 1er avril 2016, la population de Mishima s'élevait à 358 habitants répartis sur une superficie de 101,14 km2.
| Île        | Nombre d'habitants | Superficie (km2) | Densité (hab./km2) |
| ---------- | ------------------ | ---------------- | ------------------ |
| Take-shima | 82                 | 4,2              | 19,52              |
| Kuro-shima | 116                | 11,7             | 9,91               |
| Iō-jima    | 175                | 15,3             | 11,44              |
|            | 373                | 31,2             | 11,96              |

En 1990, afin de remédier à la diminution de la population du village, la mairie lance un programme de repeuplement basé, entre autres avantages, sur l'attribution à tout nouveau résident âgé de moins de 55 ans d'un salaire mensuel sur trois ans. L'offre n'attire personne jusqu'à fin avril-début mai 2014, période pendant laquelle de nombreuses demandes affluent de Serbie, de Croatie et du Brésil par courrier électronique. Toutes ces demandes, considérées comme n'étant pas sérieusement motivées, sont finalement rejetées par la mairie du village.

### Climat
Le climat de Mishima est du type subtropical humide. La température annuelle moyenne est d'environ 19,2 °C et les précipitations annuelles sont de 2 504 mm. L'hiver, le mercure peut descendre jusqu'à 8 °C et grimper jusqu'à 31 °C en été.

## Économie
L'économie du village de Mishima repose sur l'agriculture (élevage de bovins), la sylviculture (exploitation de forêts naturelles de bambou et de camélia du Japon) et l'industrie de la pêche.

## Histoire
En 1889, au cours de la mise en place du nouveau système d'administration des municipalités élaboré par le gouvernement de Meiji, plusieurs îles de l'archipel Satsunan sont regroupées pour former le village de Jitto dans le district d'Ōshima de la province d'Ōsumi.
En 1946, alors que le Japon est sous le contrôle des troupes d'occupation anglo-américaines, les trois îles Take, Kuro et Iō restent sous administration japonaise.
En 1952, les trois îles Take, Kuro et Iō sont intégrées dans le district de Kagoshima pour former le village de Mishima.

## Culture locale et patrimoine

### Personnalités liées à la commune
En 1994, au cours d'une tournée au Japon, le percussionniste Mamady Keïta fait découvrir le djembé aux habitants de Mishima. Depuis cette date, cet instrument est couramment pratiqué dans les écoles du village.